# خونزاخ
خونزاخ (Avar: Хунзахъ ، تنطق [un.zäqχː] ، بالروسية: Хунзах) هي منطقة ريفية (a selo) والمركز الإداري لمقاطعة Khunzakhsky في جمهورية داغستان، روسيا ، وتقع في جبال شمال القوقاز على ارتفاع 1600 متر (5،200 متر) قدم) فوق مستوى سطح البحر. السكان: 4،245 (تعداد 2010) ؛ 3،694 (تعداد 2002) ؛ 2،901 (تعداد عام 1989).

## تاريخ
من المقبول على نطاق واسع بين المؤرخين أنه في الفترة من القرن الخامس إلى القرن الثاني عشر الميلادي كانت خونزاخ ، المعروفة باسم هامراج، عاصمة سارير، وهي دولة مسيحية قوية في جبال القوقاز.
كانت خونزاخ بمثابة عاصمة خانية الآفار القوقاز من أوائل القرن الثالث عشر حتى حرب القوقاز التي انتهت بضم الخانات إلى روسيا في عام 1864. خلال الإمبراطورية الروسية ، كانت المستوطنة العاصمة الإدارية منطقة آفار.